# Yan Cleiton de Lima Razera
Yan Cleiton de Lima Razera, detto Yan (Pinhalzinho, 1º maggio 1975), è un ex calciatore brasiliano, di ruolo centrocampista.

## Carriera

### Club
Debuttò nel 1993 con il Vasco da Gama nel campionato di calcio brasiliano, giocandovi 36 partite; nel 1995 si trasferì all'Internacional, dove dopo nove partite non riscuote molto successo, tornando così nello stato di Rio de Janeiro, al Fluminense. Dal 2009 al 2010 gioca nel Tigres do Brasil. Il 1º aprile 2010 ha annunciato il suo ritiro, subito dopo l'eliminazione della sua squadra, il Votoraty, dalla Coppa del Brasile 2010 a opera del Grêmio.

### Nazionale
Con la Nazionale di calcio del Brasile ha giocato e vinto il campionato del mondo Under-20 1993.

## Palmarès

### Club

#### Competizioni nazionali
- Campionato Carioca: 4

Vasco da Gama: 1993
- Taça Rio: 1

Vasco da Gama: 1993
- Taça Guanabara: 1

Vasco da Gama: 1994
- Campionato Paranaense: 1

Coritiba: 1999

### Nazionale
- Campionato sudamericano Under-17: 1

1991
- Campionato sudamericano di calcio Under-20: 1

1992
- Campionato mondiale Under-20: 1

Australia 1993